# 이레네 파레데스
이레네 파레데스 에르난데스(스페인어: Irene Paredes Hernández, 1991년 7월 4일 ~ )는 스페인의 여자 축구 선수로 현재 FC 바르셀로나 페메니에서 수비수로 활약하고 있으며 스페인 여자 대표팀의 주장이자 FIFA 센추리클럽에 가입되어 있는 3명의 스페인 여자 선수 가운데 한명으로 손꼽힌다.

## 클럽 경력

### 레알 소시에다드 페메니노
2008년 레알 소시에다드 페미니노에 입단하며 프로에 정식 입문한 후 2010-11 시즌까지 공식전 89경기 7골을 기록했고 특히 2010-11 시즌 코파 델 레이나에서 팀의 창단 첫 컵대회 4강 진출의 돌풍을 이끌어냈다.

### 아틀레틱 빌바오 페메니노
2010-11 시즌을 마친 후 아틀레틱 빌바오 페메니노로 트레이드되었고 이후 2015-16 시즌까지 공식전 139경기 20골로 2015-16 프리메라 디비시온 페메니나 우승, 3연속 리그 준우승(2011-12, 2012-13, 2013-14), 2014-15 시즌 리그 3위, 코파 델 레이나 2회 준우승(2011-12, 2013-14) 등의 성과를 거두는 등 5시즌동안 빌바오의 주축 수비수로 활약했다.

### 파리 생제르맹 페미닌
2015-16 시즌을 끝으로 빌바오와 결별한 후 프랑스 프르미에르 리그의 명문팀인 파리 생제르맹 페미닌으로 둥지를 옮겨 2020-21 시즌까지 5시즌동안 공식전 125경기 22골을 기록하면서 2020-21 시즌 리그 우승, 3연속 리그 준우승(2017-18, 2018-19, 2019-20), 2016-17 시즌 리그 3위, 2016-17년 UEFA 여자 챔피언스리그 준우승, 2회 연속 챔피언스리그 4강 진출(2019-20, 2020-21), 2017-18 시즌 쿠프 드 프랑스 페미닌 우승, 2번의 쿠프 드 프랑스 페미닌 준우승(2016-17, 2019-20) 등의 굵직한 성적을 남겼다.

### FC 바르셀로나 페메니
2020-21 시즌을 마친 뒤 FC 바르셀로나 페메니 이적을 통해 5년만에 고국으로 복귀한 후 현재까지 2022년 스페인 여자 슈퍼컵 우승, 2021-22 시즌 리그 우승, 2021-22년 UEFA 여자 챔피언스리그 준우승 등의 성과를 남겼다.

## 국가대표 경력

### 스페인 여자 대표팀
2011년 11월 20일 루마니아와의 UEFA 여자 유로 2013 예선 2조 4차전(4-0 승)에서 스페인 여자 대표팀 소속으로 국제 A매치 데뷔전을 치렀고 2013년 10월 27일 최약체팀인 에스토니아와의 2015년 FIFA 여자 월드컵 유럽 지역 예선 2조 1차전에서 A매치 데뷔골을 터뜨리며 팀의 6-0 대승에 일조했다.
그 뒤 2015년 FIFA 여자 월드컵을 통해 처음으로 월드컵 본선 무대를 밟았으나 팀은 이 대회 본선에서 1무 2패·E조 최하위의 성적을 거두며 조별리그 탈락의 고배를 마셨고 이후 2019년 FIFA 여자 월드컵 유럽 지역 예선에서 4골을 터뜨려 2회 연속 여자 월드컵 본선행을 이끈 뒤 2019년 여자 월드컵 본선에서도 맹활약하며 스페인 여자 축구 역사상 첫 월드컵 16강 진출의 큰 공을 세웠다.
이에 앞서 2017년 알가르브컵과 2018년 키프로스컵에도 참가하여 스페인 여자 축구 역사상 2회 연속 국제 대회 우승컵을 들어올리는 기쁨을 맛보았고 특히 2017년 알가르브컵에서는 생애 첫 최우수선수에 선정되는 영예까지 안았다.

## 대회 성적

### 클럽
레알 소시에다드 페메니노
- 코파 델 레이나 : 4강 (2010-11)

아틀레틱 빌바오 페메니노
- 프리메라 디비시온 페메니나 : 우승 (2015-16), 준우승 (2011-12, 2012-13, 2013-14), 3위 (2014-15)
- 코파 델 레이나 : 준우승 (2011-12, 2013-14)

 파리 생제르맹 페미닌
- 프르미에르 리그 : 우승 (2020-21), 준우승 (2017-18, 2018-19, 2019-20), 3위 (2016-17)
- 쿠프 드 프랑스 페미닌 : 우승 (2017-18), 준우승 (2016-17, 2019-20)
- UEFA 여자 챔피언스리그 : 준우승 (2016-17), 4강 (2019-20, 2020-21)

FC 바르셀로나 페메니
- 프리메라 디비시온 페메니나 : 우승 (2021-22)
- UEFA 여자 챔피언스리그 : 준우승 (2021-22)
- 스페인 여자 슈퍼컵 : 우승 (2022)

### 국가대표팀
스페인 (여자)
- 알가르브컵 : 우승 (2017)
- 키프로스컵 : 우승 (2018)
- FIFA 여자 월드컵 : 우승 (2023)
- UEFA 여자 네이션스리그 : 우승 (2024)
- 하계 올림픽 : 4위 (2024)

### 개인
- 알가르브컵 최우수선수 : 2017
- 국제 축구 선수 협회 선정 월드 11 : 2017
- UEFA 여자 챔피언스리그 드림팀 : 2020-21
- UEFA 여자 챔피언스리그 올해의 수비수상 : 2020-21